# Drugi rząd Helle Thorning-Schmidt
Drugi rząd Helle Thorning-Schmidt – rząd Królestwa Danii istniejący od 3 lutego 2014 do 28 czerwca 2015. W skład rządu weszli przedstawiciele Socialdemokraterne (S) oraz socjalliberalnej Radykalnej Lewicy (RV). Gabinet zastąpił poprzedni rząd dotychczasowej premier w związku z opuszczeniem koalicji przez Socjalistyczną Partię Ludową (SF).
W wyborach w 2015 zwycięstwo odnieśli rządzący socjaldemokraci. Jednakże partie lewicowe utraciły większość w parlamencie. 28 czerwca 2015 rząd zakończył swoją działalność, kiedy to zaprzysiężony został mniejszościowy gabinet liberała Larsa Løkke Rasmussena.

## Skład rządu
- premier: Helle Thorning-Schmidt (S)
- minister gospodarki i spraw wewnętrznych: Margrethe Vestager (RV, do 2 września 2014), Morten Østergaard (RV, od 2 września 2014)
- minister spraw zagranicznych: Martin Lidegaard (RV)
- minister finansów: Bjarne Corydon (S)
- minister sprawiedliwości: Karen Hækkerup (S, do 10 października 2014), Mette Frederiksen (S, od 10 października 2014)
- minister nauki, innowacji i szkolnictwa wyższego: Sofie Carsten Nielsen (RV)
- minister ds. podatków: Morten Østergaard (RV, do 2 września 2014), Benny Engelbrecht (S, od 2 września 2014)
- minister kultury i spraw kościelnych: Marianne Jelved (RV)
- minister transportu: Magnus Heunicke (S)
- minister ds. przedsiębiorczości i rozwoju: Henrik Sass Larsen (S)
- minister ds. miast, mieszkalnictwa i regionów wiejskich oraz współpracy nordyckiej: Carsten Hansen (S)
- minister pracy: Mette Frederiksen (S, do 10 października 2014), Henrik Dam Kristensen (S, od 10 października 2014)
- minister edukacji: Christine Antorini (S)
- minister zdrowia: Nick Hækkerup (S)
- minister obrony: Nicolai Wammen (S)
- minister ds. dzieci, równości, integracji i spraw społecznych: Manu Sareen (RV)
- minister ds. klimatu, energii i budownictwa: Rasmus Helveg Petersen (RV)
- minister ds. żywności, rolnictwa i rybołówstwa: Dan Jørgensen (S)
- minister handlu i inwestycji: Mogens Jensen (S)
- minister środowiska: Kirsten Brosbøl (S)